# Séminaire-collège Saint-Louis-de-Gonzague
Le séminaire-collège Saint-Louis-de-Gonzague, ou petit Séminaire, était un établissement d'enseignement catholique pour les garçons situé ruelle du séminaire, dans le quartier du Fort à Saint-Pierre, en Martinique, ayant existé de 1844 au 8 mai 1902.

## Histoire
Le collège catholique Saint-Victor de Fort-de-France ayant été détruit par le tremblement de terre de 1839, un groupe de pères de famille de Saint-Pierre, déplorant l'absence d'école confessionnelle pour les garçons fondent un nouveau collège catholique en 1844 sur un magnifique emplacement de 4 hectares dominant le quartier du Fort et toute la ville. Les Frères de l'instruction chrétienne de Ploërmel sont sollicités pour assurer la bonne marche de cette nouvelle école jouissant d'une excellente réputation. 
La liberté de l’enseignement est reconnue en 1850 par le compromis de la loi Falloux et un décret présidentiel du 3 février 1851 relatif à l'organisation des évêchés coloniaux manifeste dans son article 2 la bienveillance des autorités : « Les écoles secondaires ouvertes par les évêques seront soumises à la seule condition de la surveillance de l'Etat. » C’est dans ce contexte, que le premier évêque de la Martinique, Monseigneur Le Heurpeur, très soucieux de favoriser les vocations religieuses locales, transfère au collège le petit séminaire, jusque-là installé près de la cathédrale du Mouillage et qui s’avérait trop petit, afin qu'il en prenne la relève. Ainsi, le collège devient le « séminaire-collège Saint-Louis-de-Gonzague » en 1852 et une chapelle y est construite. Le 8 décembre 1853, l'évêque confie le séminaire-collège à la Congrégation du Saint-Esprit, les Frères de Ploërmel n'étant plus assez nombreux pour assurer la bonne marche des écoles dont ils avaient la charge. Seul établissement secondaire pour garçons de l’île, le séminaire-collège accueille dès le début noirs et blancs sans discrimination, et est un succès. Son but est de former sur place des séminaristes, ou si possible une élite locale en permettant à nombre de jeunes gens d’approfondir leur foi et leur vocation et de poursuivre localement des études de bon niveau, études qu’ils n’auraient pas été à même de pouvoir effectuer en France faute de moyens. 
Devant le succès du séminaire-collège et ne voulant pas désavantager la seconde ville de l’île, Fort-de-France, Monseigneur le Herpeur obtient des Pères du Saint-Esprit qu'une succursale y soit installée à la suite d'un décret publié au Bulletin Officiel de la Martinique : « Par décision du Gouverneur en son Conseil Privé du 1er juin 1853, la création à Fort-de-France d'une succursale du Séminaire-Collège de Saint-Pierre est autorisée sous le nom d’Externat Sainte-Marie. »
Parallèlement, la petite et moyenne bourgeoisie mulâtre pierrotine, au pouvoir depuis l'avènement de la Deuxième République en 1848 et majoritairement républicaine et anticléricale, milite pour l'établissement d'un collège laïque à Saint-Pierre afin de concurrencer le Séminaire-Collège. Pour les républicains, l’instruction est un levier de promotion sociale et d’émancipation humaine. Elle doit donc être publique, laïque, accessible à tous et indépendante de toute religion. Le débat entre les partisans du collège laïque menés par le républicain Marius Hurard et son journal Les Colonies et ceux du Séminaire-Collège défendus par les journaux conservateurs Le Bien Public du Docteur Lota et Les Antilles cristallise les violentes tensions de la vie politique pierrotine tout au long de la dernière moitié du XIXe siècle et n'empêche pas l’ouverture d'un collège national laïque le 6 décembre 1880.  
La terrible nuée ardente émise au matin du 8 mai 1902 par la montagne Pelée tue les 13 pères spiritains et les élèves présents et rase complètement le Séminaire-Collège, dont il ne subsiste que le dallage d'entrée de la chapelle. À la suite de cette catastrophe, l'évêché fait renaître un nouveau Séminaire-Collège à Fort-de-France, qui s'installe dans les locaux de l’ancien externat Sainte Marie fermé en 1896. Le Séminaire-Collège Sainte Marie ouvre ses portes le 6 mars 1903.
En 1947, les Bénédictins prennent possession du site de l'ancien Séminaire-Collège de Saint-Pierre et rebâtissent une chapelle dédiée à Notre-Dame-des-Victoires sur les fondations de l'ancienne. Une stèle commémorative portant les noms des élèves et enseignants victimes de l'éruption et surmontée d'une croix est érigée sur le site. Actuellement, le site et la chapelle sont la propriété de la Communauté du Chemin Neuf.

## Description
Implanté sur un terrain de 3 à 4 ha, le bâtiment principal en pierre de taille à deux étages comportait plusieurs annexes. Sa façade rectangulaire était percée de fenêtres aux arcs en anse de panier et s'ornait au rez-de-chaussée d'un préau en avancée, dont la partie supérieure était garnie d'une frise en bois découpé. Deux chiens assis perçaient la toiture de tuiles du bâtiment. 
Derrière, une autre bâtisse, du même style, un peu moins importante, également couverte en tuiles, logeait les Pères spiritains à l'étage, le réfectoire au rez-de-chaussée, et la cuisine en rajout sur une des façades latérales. 
Les religieuses et le personnel domestique occupaient un troisième bâtiment, juste à l'entrée, face à la chapelle. La chapelle, construite en 1852, était de plan allongé orienté nord sud, à vaisseau unique et pouvait contenir 350 élèves. L'ensemble abritait aussi une bibliothèque destinée aux élèves.

## Fonctionnement

### Budget
Le Séminaire-Collège était la grande œuvre des évêques de la Martinique qui lui consacraient tous une grande part de leurs ressources personnelles. Son budget était aussi assuré pour partie par les frais de scolarité versés par les familles qui y mettaient leurs enfants, ainsi que par une subvention coloniale dont le conseil général de la colonie supprime le versement en 1883.

### Direction
La direction du Séminaire-Collège était confiée à la Congrégation du Saint-Esprit, par convention avec le Supérieur de la Congrégation du 8 décembre 1853. 
Directeurs :
- Zéphirin Gosse : 8 décembre 1853 - janvier 1860
- Joseph-François Malleret : ? - 8 mai 1902, futur évêque de la Martinique.

### Professeurs
13 pères spiritains assuraient l'enseignement au Séminaire-Collège.
- François-Nicolas-Alphonse Kunemann : octobre 1882 - juin 1883, futur évêque de Pella (en).
- Père Fuzier

Professeurs de cinquième :
- Antoine Duss : 1875 - 1889
- Auguste Frinault : 1890 - 8 mai 1902

Professeur de langue anglaise :
- Louis Amédée Anquetin : ? - 20 octobre 1856

Professeur de rhétorique :
- Joseph-François Malleret : 1896 - ?

### Élèves
En 1856, le Séminaire-Collège de Saint-Pierre compte 170 élèves pensionnaires et externes, essentiellement des garçons de l'aristocratie béké conservatrice et catholique et de la bourgeoisie d'affaire mulâtre. 
Osman Duquesnay et Hippolyte Morestin comptent parmi les élèves célèbres.

### Enseignement
L'instruction religieuse tient la première place dans l'enseignement du Séminaire-Collège. Mais on y enseigne aussi la calligraphie, ainsi que les sciences physiques et l'histoire naturelle. Ainsi, en 1865, le Séminaire-Collège envoie au Muséum d'histoire naturelle de Paris un serpent fer de lance qui, bien qu'il mourut pendant le voyage, était encore dans un assez bon état de conservation pour être placé dans les collections des galeries du Muséum.
L'étude est maintenue les dimanches et fêtes et on procède à 3 heures de l'après-midi à la lecture publique des places de composition et des notes de la semaine devant un auditoire composé de tous les élèves et de l'ensemble des professeurs. Des distributions solennelles de prix donnent lieu à l’exécution d'opéras et d'opérettes.